# Arkadij Alexandrovič Sobolev
Arkadij Alexandrovič Sobolev (rusky Аркадий Александрович Соболев; 1903 – 1964) byl sovětský diplomat, stálý zástupce Sovětského svazu při Organizaci spojených národů v letech 1955 až 1960.

## Život
Od roku 1939 působil jako generální tajemník Lidového komisariátu zahraničních věcí SSSR. V letech 1942 až 1945 byl poradcem sovětského velvyslanectví ve Velké Británii, poté do roku 1946 vedoucím politického oddělení sovětské vojenské správy v Německu. V letech 1946 až 1949 zastával post zástupce generálního tajemníka OSN a vedoucího oddělení pro záležitosti Rady bezpečnosti OSN. Do roku 1950 vedl odbor pro záležitosti OSN Ministerstva zahraničních věcí SSSR a následně do roku 1951 odbor pro USA tamtéž.
Od 2. března 1951 do 21. června 1953 zastával funkci velvyslance v Polsku, poté se vrátil na post vedoucího odboru pro USA na Ministerstvu zahraničních věcí SSSR. V letech 1954 až 1955 byl náměstkem stálého zástupce SSSR při OSN Andreje Januarjeviče Vyšinského a v letech 1955 až 1960 po něm tuto funkci přejal. Od roku 1960 až do své smrti byl náměstkem ministra zahraničních věcí SSSR s hodností mimořádného zplnomocněného velvyslance. Zemřel v prosinci 1964 v Moskvě.